# NGC 2876
NGC 2876 este o galaxie lenticulară situată în constelația Hidra. A fost descoperită în 5 martie 1880 de către Édouard Stephan⁠(d). Se află la o distanță de 88,41 de megaparseci de Pământ.